# Dott (entreprise)
Dott est un opérateur de trottinettes électriques et de vélos à assistance électrique en libre-service (free-floating) franco-néerlandais.
Initialement déployée à Paris, Lyon, Milan et Bruxelles, sa flotte est présente, en 2021, dans une quinzaine de villes européennes, en France, Italie, Belgique et Allemagne.

## Histoire
Fondée en 2018 à Amsterdam par d'anciens cadres d'Ofo, dont deux entrepreneurs français, Maxim Romain et Henri Moissinac, la start-up Dott exerce dans le secteur des mobilités partagées.
Elle est à l'origine établie en France sous la raison sociale emTransit,.
Le 4 juillet 2019, Dott annonce avoir levé 30 millions d'euros (série A) auprès de EQT Ventures et Naspers Ventures. Cette levée de fonds doit permettre à l'entreprise de poursuivre son développement en Allemagne, au Royaume-Uni et aux Pays-Bas et de lancer un vélo à assistance électrique.
Le 20 avril 2021, Dott annonce avoir réalisé une seconde levée de fonds (série B) de 70 millions d'euros. Ce tour de table a largement été bouclé par  Sofina, déjà présent au capital de Vinted ou Postmates. Certains investisseurs historiques, comme EQT Ventures, ont également participé à cette série B.
En janvier 2024, Dott et Tier annoncent leur intention de fusionner leurs activités dans un nouvel ensemble détenu à 70 % par les actionnaires de Tier et à 30 % par ceux de Dott. Cette fusion devient effective en mai 2024 après le rachat de Tier pour un montant estimé à 150 millions d'euros, valeur nettement en dessous de sa valorisation de 2021 qui avoisinait les deux milliards d'euros.
Dans la pratique seule la marque Dott est conservée : le matériel Tier reçoit les logos Dott à la place et l'application du premier incite l'usager à utiliser celle de l'autre avec pour but de finaliser la bascule d'ici 2025,.

## Déploiement

### France
Dott commence son déploiement en France au sein de l'incubateur de start-ups Station F à Paris.
En 2020, l'entreprise était l'un des 9 acteurs présents à Paris sur le marché des trottinettes électriques en libre-service.
À partir de fin septembre 2020, à la suite d'un l'appel d'offres lancé par la Mairie de Paris, Dott fait partie des 3 acteurs autorisés à opérer dans la capitale, aux côtés de Lime et Tier.
Le 2 avril 2023, la mairie de Paris organisait une consultation citoyenne appelant les électeurs parisiens à voter pour ou contre les trottinettes en libre-service dans la ville. Si le taux de participation n'excédait pas 7,5%, ce sont tout de même 89,03% des votants qui se sont prononcés contre. Faisant suite aux résultats de la consultation, la maire de la ville, Anne Hidalgo, s'est engagée à ne pas renouveler les contrats des trois opérateurs de trottinettes en libre-service dont Dott fait partie. Ainsi, dès le 1er septembre 2023, Paris devrait devenir la première capitale européenne à interdire formellement l'occupation par l'espace public de ces services de location.
Dott est notamment présente à Lyon. En 2023, la Mairie leur accorde un autre contrat d'exploitation pour une période de 4 ans.

### Belgique
Dott compte 2 000 trottinettes électriques en Belgique, un niveau comparable à son principal concurrent dans le pays, Lime.
En 2019, en complément des trottinettes, l'entreprise souhaite déployer une flotte de 10 000 vélos en libre-service au niveau européen.

### Autres pays
Outre la France et la Belgique, Dott est présent avant la fusion avec Tier au Danemark, en Allemagne, en Italie, en Israël, en Pologne, en Slovaquie, en Espagne et au Royaume-Uni.

## Modèle de fonctionnement
Parmi ses principes, Dott se distingue d'autres opérateurs par l'idée d'internaliser les tâches de recharge et de réparation des trottinettes, plutôt que de les déléguer à des auto-entrepreneurs. Aussi, elle revendique n'avoir eu à jeter pratiquement aucun véhicule, en faisant un usage intensif des pièces de rechange. Elle dispose d'ateliers à Villeurbanne et à Rungis (Wissous),.

### Matériel
Dott a développé son propre matériel en interne. En 2019, les véhicules sont importés de Chine, par le train.